# Рейзинью, Мигел
Мигел Силва Рейзиньо (порт. Miguel Silva Reisinho, род. 9 апреля 1999, Вила-Нова-ди-Гая, Порту) — португальский футболист, полузащитник клуба «Боавишта».

## Клубная карьера
Рейзиньо — воспитанник клубов «Вила Меа», «Пенафиел», «Пасуш де Феррейра» и «Витория Гимарайнш». 13 августа 2017 года в матче против «Оливейренсе» он дебютировал в Сегунда лиге за дублирующий состав последних. Летом 2019 года Рейзиньо перешёл в клуб «Боавишта». 6 декабря в матче против столичной «Бенфики» он дебютировал в Сангриш лиге.